# Furkan Korkmaz
Furkan Korkmaz, le 24 juillet 1997 à Bakırköy en Turquie, est un joueur turc de basket-ball. Il évolue aux postes d'arrière et ailier.

## Biographie
Korkmaz participe au Championnat du monde des 19 ans et moins en 2015 avec la Turquie. La Turquie termine à la 3e place et Korkmaz est nommé dans l'équipe-type de la compétition avec le MVP américain Jalen Brunson et son compatriote Harry Giles, le Croate Marko Arapović et le Grec Tyler Dorsey.
Korkmaz se présente à la draft 2016 de la NBA et est choisi en 26e position par les 76ers de Philadelphie.
En décembre 2016, Korkmaz est prêté au Bandırma Banvit jusqu'à la fin de la saison 2016-2017. En contrepartie, Bandırma prête Can Maxim Mutaf (en) à l'Anadolu Efes.
Avec le Bandırma Banvit, Korkmaz participe à la Ligue des champions 2016-2017. Il est nommé dans le meilleur cinq lors de la 11e journée de la saison régulière et lors des 8e de finale,. Bandırma échoue en finale de la compétition face à l'Iberostar Tenerife mais Korkmaz est nommé meilleur jeune de la compétition.
En février 2024, avec Marcus Morris, il est transféré aux Pacers de l'Indiana contre Buddy Hield. Il est coupé par les Pacers dans la foulée.
Le 7 août 2024, il quitte la NBA pour l'AS Monaco. Blessé à deux reprises (adducteur puis fracture du coccyx), Korkmaz ne joue que sept rencontres avec l'ASM avant que son contrat ne soit rompu par le club, en décembre 2024.

## Statistiques

### Professionnelles

#### Saison régulière
| Saison    | Équipe       | Matchs | Titul. | Min./m | % Tir | % 3pts | % LF | Rbds/m. | Pass/m. | Int/m. | Ctr/m. | Pts/m. |
| --------- | ------------ | ------ | ------ | ------ | ----- | ------ | ---- | ------- | ------- | ------ | ------ | ------ |
| 2017-2018 | Philadelphie | 14     | 0      | 5,7    | 28,6  | 29,4   | 50,0 | 0,80    | 0,30    | 0,10   | 0,10   | 1,60   |
| 2018-2019 | Philadelphie | 48     | 7      | 14,1   | 40,0  | 32,6   | 81,8 | 2,20    | 1,10    | 0,60   | 0,00   | 5,80   |
| 2019-2020 | Philadelphie | 72     | 12     | 21,7   | 43,0  | 40,2   | 75,5 | 2,30    | 1,10    | 0,60   | 0,20   | 9,80   |
| 2020-2021 | Philadelphie | 55     | 11     | 19,3   | 40,1  | 37,5   | 73,2 | 2,10    | 1,50    | 0,90   | 0,20   | 9,10   |
| 2021-2022 | Philadelphie | 67     | 19     | 21,1   | 38,7  | 28,9   | 81,0 | 2,60    | 1,90    | 0,50   | 0,10   | 7,60   |
| 2022-2023 | Philadelphie | 37     | 0      | 9,5    | 43,2  | 39,1   | 72,2 | 1,10    | 0,60    | 0,30   | 0,10   | 3,80   |
| 2023-2024 | Philadelphie | 35     | 0      | 8,6    | 39,5  | 35,0   | 70,0 | 0,90    | 0,70    | 0,40   | 0,10   | 2,50   |
| Carrière  | Carrière     | 328    | 49     | 16,6   | 40,6  | 35,6   | 76,1 | 2,00    | 1,20    | 0,50   | 0,10   | 6,80   |

#### Playoffs
| Saison   | Équipe       | Matchs | Titul. | Min./m | % Tir | % 3pts | % LF  | Rbds/m. | Pass/m. | Int/m. | Ctr/m. | Pts/m. |
| -------- | ------------ | ------ | ------ | ------ | ----- | ------ | ----- | ------- | ------- | ------ | ------ | ------ |
| 2018     | Philadelphie | 1      | 0      | 1,6    | 100,0 | 100,0  | —     | 0,00    | 0,00    | 0,00   | 0,00   | 3,00   |
| 2019     | Philadelphie | 4      | 0      | 8,9    | 33,3  | 37,5   | 80,0  | 1,50    | 1,30    | 0,00   | 0,30   | 4,80   |
| 2020     | Philadelphie | 4      | 0      | 10,1   | 0,0   | 0,0    | 60,0  | 1,50    | 0,50    | 0,30   | 0,00   | 0,80   |
| 2021     | Philadelphie | 12     | 4      | 16,2   | 41,1  | 31,8   | 71,4  | 2,00    | 0,60    | 0,60   | 0,30   | 7,00   |
| 2022     | Philadelphie | 9      | 0      | 6,8    | 47,8  | 40,0   | 100,0 | 1,30    | 0,40    | 0,10   | 0,10   | 3,10   |
| 2023     | Philadelphie | 3      | 0      | 3,8    | 0,0   | 0,0    | 100,0 | 0,30    | 0,30    | 0,00   | 0,00   | 0,70   |
| Carrière | Carrière     | 33     | 4      | 10,4   | 38,7  | 31,4   | 75,0  | 1,50    | 0,60    | 0,30   | 0,20   | 4,20   |

## Palmarès

### En club
- Vainqueur de la Coupe de Turquie 2015 avec l'Anadolu Efes

### Sélection nationale
- 3e du championnat du monde des -19 ans 2015

## Records sur une rencontre en NBA
Les records personnels de Furkan Korkmaz en NBA sont les suivants, :
| Type de statistique        | Saison régulière | Saison régulière          | Saison régulière | Playoffs | Playoffs              | Playoffs      |
| Type de statistique        | Record           | Adversaire                | Date             | Record   | Adversaire            | Date          |
| -------------------------- | ---------------- | ------------------------- | ---------------- | -------- | --------------------- | ------------- |
| Points                     | 34               | Grizzlies de Memphis      | 7 février 2020   | 14       | @ Hawks d'Atlanta     | 11 juin 2021  |
| Paniers marqués            | 13               | Grizzlies de Memphis      | 7 février 2020   | 4        | 4 fois                | 4 fois        |
| Paniers tentés             | 18               | Bucks de Milwaukee        | 9 novembre 2021  | 9        | 3 fois                | 3 fois        |
| Paniers à 3 points réussis | 7                | 2 fois                    | 2 fois           | 3        | @ Hawks d'Atlanta     | 11 juin 2021  |
| Paniers à 3 points tentés  | 13               | Pacers de l'Indiana       | 1er mars 2021    | 6        | @ Hawks d'Atlanta     | 11 juin 2021  |
| Lancers francs réussis     | 6                | 4 fois                    | 4 fois           | 4        | Wizards de Washington | 26 mai 2021   |
| Lancers francs tentés      | 7                | Hawks d'Atlanta           | 24 février 2020  | 5        | 3 fois                | 3 fois        |
| Rebonds offensifs          | 3                | 2 fois                    | 2 fois           | 2        | @ Hawks d'Atlanta     | 18 juin 2021  |
| Rebonds défensifs          | 10               | Rockets de Houston        | 3 janvier 2022   | 5        | 2 fois                | 2 fois        |
| Rebonds totaux             | 11               | Rockets de Houston        | 3 janvier 2022   | 6        | @ Heat de Miami       | 4 mai 2022    |
| Passes décisives           | 6                | 3 fois                    | 3 fois           | 3        | @ Raptors de Toronto  | 27 avril 2019 |
| Interceptions              | 5                | @ Thunder d'Oklahoma City | 10 avril 2021    | 2        | @ Hawks d'Atlanta     | 11 juin 2021  |
| Contres                    | 2                | 6 fois                    | 6 fois           | 2        | @ Hawks d'Atlanta     | 14 juin 2021  |
| Balles perdues             | 3                | 7 fois                    | 7 fois           | 1        | 10 fois               | 10 fois       |
| Minutes jouées             | 45               | Bucks de Milwaukee        | 9 novembre 2021  | 29       | Hawks d'Atlanta       | 16 juin 2021  |

- Double-double : 1
- Triple-double : 0

Dernière mise à jour : 16 août 2022